# 維蒂夫齊 (文尼察區)
49°6′13″N 28°58′38″E / 49.10361°N 28.97722°E
維蒂夫齊（羅馬化：Viitivtsi）是位於烏克蘭西部文尼察州文尼察區的村莊，處於索博克河畔，始建於1446年，面積3.37平方公里，海拔高度256米，2001年人口603。